# Эйзенберг, Джером
Джером Мартин Эйзенберг (6 июля 1930 — 6 июля 2022) — доктор философии, американский арт-оценщик и арт-дилер. Являлся директором Royal Athena Galleries в Нью-Йорке, а с 1990 года — редактором археологического журнала Minerva. До 2009 года работал главным редактором журнала. Специализиррвался на этрусской бронзе и римской скульптуре.

## Биография
У родителей Эйзенберга была частная школа в Бостоне. В интервью для Riehener Zeitung (2015) Эйзенберг сообщил, что начал торговать антикварными монетами со своим отцом ещё в 1942 году, когда ему было одиннадцать лет. По окончании учёбы в школе он занялся изучением геологии в Бостонском университете. В 1951 году он открыл собственный бизнес в Бостоне по торговле монетами, который в 1954 году расширил, включив в него антиквариат. В 1951 году, покинув армию Соединённых Штатов, Эйзенберг открыл магазин в Нью-Йорке.
Эйзенберг учился в Карловом университете в Праге и в Принстонском университете у чешского археолога Иржи Фреля (1923—2006). Предположительно, он получил докторскую степень в его предметной области, то есть в области археологии и истории древнего искусства, тем более, что он делал публикации по вопросам древней нумизматики и истории искусства. В 1965 году Эйзенберг опубликовал книгу об искусстве античности.
Эйзенберг был избран членом Королевского нумизматического общества в 1952 году, вышел из него в 1965 году и повторно был выбран в 1985 году. С 1955 года он является спонсором Американского нумизматического общества, членом которого стал в 1998 году, а с 1960 года является членом Американского археологического института. В 1966 году он стал научным сотрудником Метрополитен-музея. В 1996 году преподавал в качестве приглашённого профессора в Институте классической археологии Лейпцигского университета.
В 2007 году Эйзенберг прочитал лекцию «Перспективы торговли древностями и Коллекционер: прошлое, настоящее и будущее» на симпозиуме «Будущее глобального прошлого» в Йельском университете.
В июне 2012 года Эйзенберг был награждён Орденом Звезды Италии президентом Итальянской Республики Джорджо Наполитано за свою работу. Он был удостоен чести за свои многочисленные публикации об этрусском и римском искусстве. Он является одним из основателей Международной ассоциации торговцев античным искусством (IADAA). IADAA была основана в 1993 году и позиционирует себя в качестве организации ведущих международных дилеров классического, египетского и ближневосточного искусства античности.
Эйзенберг выступал за ответственную покупку и продажу древнего искусства. В 1993 году он прочитал об этом лекцию на конференции UNIDROIT. Джером М. Эйзенберг внёс вклад в научное обсуждение археологии бронзового века (минойской), представив очерк с анализом подлинности Фестского диска. По его мнению, диск изготовил, по просьбе Луиджи Пернье, швейцарский художник и реставратор Эмиль Жильерон, работавший на раскопках Кносского дворца вместе с Артуром Эвансом Результаты работ Эмиля Жильерона и его сына Эмиля (1885—1939) часто «художественно очень свободны» или рассматриваются некоторыми специалистами как чистая подделка произведений искусства. Их работа также не была основана на археологических стандартах того времени; высказываются подозрения, что некоторые предметы (например, «Фестский диск» или «Кносская богиня змей») являются чистыми подделками.
Умер 6 июля 2022 года.

## Некоторые публикации
- The Phaistos Disk: A One Hundred-Year-Old Hoax? In: Minerva. International Review of Ancient Art & Archaeology. Band 19, Nummer 4, 2008, S. 9-24 (PDF auf utexas.edu)
- Art of the ancient world. Royal-Athena Galleries, New York 1965
- Catalog of Luristan bronzes and early Islamic pottery. Royal-Athena Galleries, New York 1965
- A Guide to Modern Foreign Coins. Published by Royal Coin Co. Inc, New York 1958
- Mythologies of the Classical World and Ancient Egypt, with Glossaries, Chronologies, and Themes for Collecting. Published by Royal-Athena Galleries, New York 2006
- A Guide to Roman Imperial Coins. Published by Royal Coin Company, 1959
- Gods and mortals: bronzes of the ancient world from Italy to Iran. Royal-Athena Galleries, New York, N.Y. 1989
- Ancient Egyptian mining & Metallurgy. Aurora, London 1996, Minerva 7, Nr. 4 (Jul/Aug 1996) S. 59 f.
- News from Egypt. Minerva 7, Nr. 6 (Nov/Dec 1996) S. 2-3.
- Conference on Secondary School Earth Science Education to be held in Boston, March 17-18. 1 March 1950. In: School Science and Mathematics, Volume 50, Issue 3, March 1950, S. 186